# Керамин
Открытое акционерное общество «Керами́н» (бел. ААТ «Керамін») — белорусское предприятие по производству строительных материалов (изделий из керамики и кирпича). ОАО «Керамин» объединяет три структурных производственных подразделения: «Завод керамических плиток» ОАО «Керамин», завод «Стройфорфор» ОАО «Керамин», «Минский керамический завод» ОАО «Керамин». В самой Республике Беларусь действует розничная торговая сеть.
Основное направление деятельности — производство керамической плитки (77% выручки). Около 10% объёма производства составляют санитарные керамические изделия, 4% — облицовочный (лицевой) керамический кирпич. 56,7% продукции экспортируется (2015 год).

## История
Завод создан в 1950 году. В связи со строительством новых производств, расширением номенклатуры выпускаемой продукции кирпичный завод №10 с июня 1953 года был реорганизован в Минский комбинат строительных материалов (МКСМ). Он выпускал кирпич, молотую известь, гипсоволокнистые плиты и минеральную вату.
В 1958-1961 годах на предприятии была построена 2-я очередь минераловатного производства, цеха гипсоволокнистых плит и цеха по выпуску рубероида.
В то время Республика нуждалась в качественном отделочном материале, а его производство было на низком уровне. Поэтому в первой половине 1963 года на предприятии вступил в строй цех по производству керамической облицовочной плитки, а уже через год - цех метлахской и фасадной плитки. Строители стали получать отличный материал, но его все равно было недостаточно.
С 1965 года начинается реконструкция производства облицовочной плитки, и к 1968 году её производство увеличивается в 2,5 раза.
В 1980-1982 годах был построен новый корпус, в котором установили 2 конвейерные печи с сетчатым подом, конвейерные линии нанесения глазури на плитки и другое оборудование. С вводом новых плиточных производств мощности по всем видам керамических плиток достигли 8,3 млн м.кв. в год.
В 1985 году на базе опытного производства сантехизделий был организован завод «Стройфарфор», который уже к концу года выпустил 73 тыс. санитарных керамических изделий - унитазов, умывальников, смывных бачков. А уже в 1987 году завод произвел 510 тыс. шт. белых и цветных изделий. В 1994 году в ходе льготной приватизации 92% акций получают директорат и рабочие завода. Основной владелец — Анатолий Тютюнов и его семья. Тютюнов сделает серьёзную карьеру чиновника, поработав два года вице-премьером в правительстве Сергея Сидорского, но потом вернувшись в директорское кресло. Расстановка в акционерном капитале «Керамина» резко меняется в 2011 году. В декабре государство увеличило свою долю с 3% до 57%. Основной владелец Анатолий Тютюнов перед этим покидает пост гендиректора завода. В 2013 году Лукашенко требует довести долю государства в «Керамине» до 80%. В 2016 году доля государства уже достигла 75%. Это один из самых громких случаев национализации в истории современной Беларуси.
В 1990-е — начале 2000-х годов была произведена комплексная реконструкция производства керамической плитки в сотрудничестве с итальянской компанией Sacmi: были установлены линии по производству глазурованной керамики, облицовочной плитки, фризовой плитки, объёмных декоративных элементов, керамогранита, система нанесения рисунка.
Предприятие являлось официальным спонсором хоккейного клуба "Керамин".
12 февраля 2014 года компания "Керамин" стала спонсором и организатором модного показа бренда (при поддержке журнала Fashion Collection).
В октябре 2015 года компания приняла участие в строительной выставке The Big 5 International Building & Construction Show-2015 в Дубае (ОАЭ).

## Продукция
Продукция предприятия включает в себя керамическую плитку, керамический гранит, изделия санитарной керамики, керамический камень и кирпич.
В 2015 году ОАО «Керамин» и его структурные подразделения произвели 15 277 тыс. м² плиток и плит керамических, 909 тыс. шт санитарно-технических изделий, а также 37,4 млн усл. кирпичей строительных керамических неогнеупорных. В 2015 году было поставлено на экспорт в 17 стран 70,3% керамической плитки, 54% строительной керамики, 41,3% керамического кирпича.
Глина добывается в карьере «Гайдуковка», значительная часть сырья импортируется.